# خدرنق سيوي
خدرنق سيوي (الاسم العلمي: Cheiracanthium siwi) هو نوع من العناكب يتبع جنس الخدرنق من الفصيلة العناكب الكيسية.